# Saint-Aubin-de-Médoc
Saint-Aubin-de-Médoc è un comune francese di 6 153 abitanti situato nel dipartimento della Gironda nella regione della Nuova Aquitania.

## Società

### Evoluzione demografica
Abitanti censiti